# Коган, Моисей Александрович
Моисе́й Алекса́ндрович Ко́ган (1907, Брацлав, Подольская губерния, Российская империя — 1982, Ленинград, СССР) — советский историк-скандинавист и медиевист, специалист по истории Западной Европы эпохи Средних веков и Нового времени. Основные труды посвящены средневековой истории Дании (особенно XVIII века), истории путешествий и завоеваний скандинавских викингов. Один из авторов «Мифологического словаря» и «Краткого научно-атеистического словаря». Доктор исторических наук, профессор.

## Биография
В 1937 году окончил исторический факультет Ленинградского университета. В 1940 году в Ленинградском университете защитил диссертацию на соискание учёной степени кандидата исторических наук по теме «Начало католической реакции в Англии (1553—1555)».
В 1941 году с началом Великой Отечественной войны в Могилёвской области был призван в РККА. Прошёл путь от рядового разведчика до майора и переводчика при штабе армии, участвовал в Сталинградской битве и взятии Праги. Член КПСС с 1944 года.
С 1945 года — в Ленинградском педагогическом институте имени М. Н. Покровского (впоследствии имени А. И. Герцена). Был деканом исторического факультета. Разработал первый в СССР курс по истории скандинавских стран.
В 1962—1964 годы — доцент кафедры истории Средних веков исторического факультета Ленинградского университета.
В 1972 году в ЛГПИ имени А. И. Герцена защитил диссертацию на соискание учёной степени доктора исторических наук по теме «Просвещённый абсолютизм в Дании 70-х годов XVIII века».

## Семья
До середины 1930-х годов был женат на журналистке винницкой областной газеты «Більшовицька правда» Наталье Львовне Морейнис. Сын — социолог Юрий Левада (1930—2006).

## Научные труды

### Монографии
- Очерки по истории Германии с древнейших времён до 1918 г. (совм. с И. М. Кривогузом и Р. С. Мнухиной). — М.: Просвещение, 1959.
- Мифологический словарь (совм. с М. Н. Ботвинником и М. Б. Рабиновичем). — М.: Просвещение, 1959 (множество переизданий).
- Смелые мореходы средневековья — норманны. — Л.: Комитет по пропаганде географических знаний Географического общества СССР, 1967.
- Отечественные путешественники XIX—XX вв.: к 125-летию Географического общества СССР. — Л.: Комитет по пропаганде географических знаний Географического общества СССР, 1970.
- Практические занятия по истории средних веков: методическая разработка для студентов исторического факультета дневного и заочного отделения / Ленинградский государственный педагогический институт им. А. И. Герцена, кафедра всеобщей истории. — Л., 1971.
- Просвещённый абсолютизм в Дании: реформы Струэнзе (1770—1772). — Таллин, 1967; Л., 1972.

### Краткий научно-атеистический словарь
- Коган М. А. БАЛЬДР, Бальдер // Краткий научно-атеистический словарь / Академия наук СССР. Институт философии / гл. ред. И. П. Цамерян, Р. В. Петропавловский, Г. В. Платонов, М. М. Шейнман. — 2-е изд., пересмотр. и доп.. — М.: Наука, 1969. — 800 с. — 45 000 экз.